# 貝雷霍韋 (利維夫州)
49°48′3″N 23°17′11″E / 49.80083°N 23.28639°E
貝雷霍韋（羅馬化：Berehove）是烏克蘭西部的村莊，隸屬利維夫州的亞沃里夫區。該村面積1.85平方公里，海拔高度214米，人口600，人口密度每平方公里380.82人。